# KulturWerk Rahlstedt
Der KulturWerk Rahlstedt e. V. ist ein gemeinnütziger Verein in Hamburg-Rahlstedt. Die Ziele des Vereins sind, das kulturelle Leben in Rahlstedt zu fördern, zu bereichern und zu intensivieren.

## Geschichte und Ziele
Das KulturWerk Rahlstedt hat sich aus dem Engagement für ein Kulturzentrum in Rahlstedt  im Jahre 2009 als Verein gegründet und bietet seitdem regelmäßig Veranstaltungen und Aktivitäten an. Der Verein arbeitet mit  Kulturschaffenden sowie Initiativen und Vereinen zusammen, um aus unterschiedlichen Erfahrungen und Erlebensweisen eine lebendige Stadtteilkultur entstehen zu lassen. Das KulturWerk ist Kooperationspartner für die  Stadtteilschule Alt-Rahlstedt als Kulturschule und die Dankeskirche in  Rahlstedt-Ost als Kulturkirche.

## Ausstattung

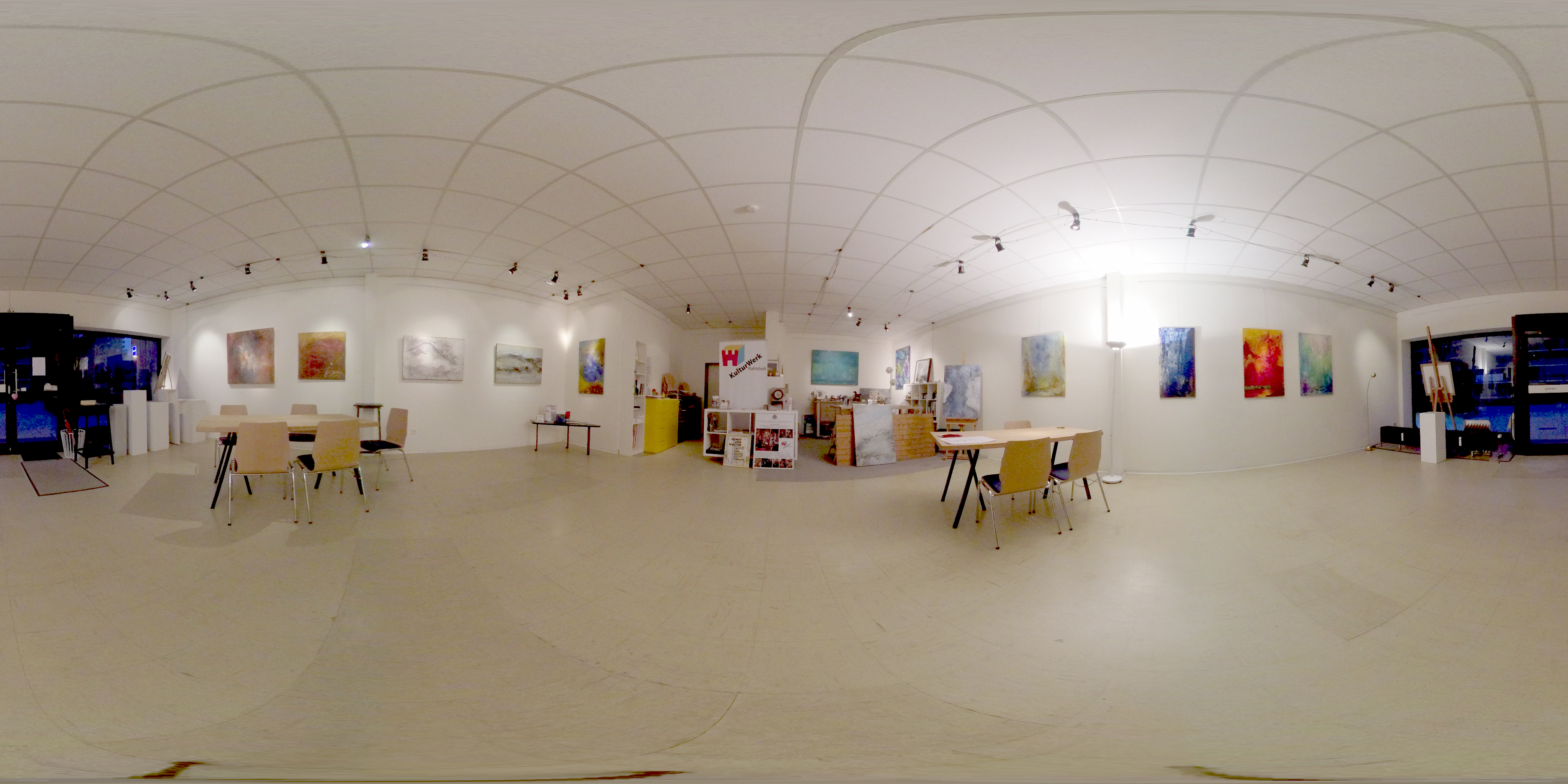
Raum des KulturWerk Rahlstedt e. V.
Boizenburger Weg 7, 22143 Hamburg
[https://tools.wmflabs.org/panoviewer/#KulturWerk_Rahlstedt_Veranstaltungsraum_4096x2048.jpg –> Raum im Panorama-Betrachter (Drehung mit Maus)

Das KulturWerk Rahlstedt hat mit Unterstützung des  Bezirksamtes Wandsbek  in der Fußgängerzone im Ortskern Rahlstedt als kleines Kulturzentrum zwei Läden angemietet, in denen Filmvorführungen, Ausstellungen, Lesungen und Konzerte stattfinden. Die Räume werden über das eigene Programm hinaus auch als Meeting-Räume zur Verfügung gestellt und als Begegnungsstätte auch für andere Vereine, für Kunstschaffende und Kulturinteressierte. Die beiden Kulturwerks-Räume haben jeweils ca. 80 m² und bieten Bestuhlung für ca. 60 Besucher, Tische, Beamer/Großleinwand, WLAN, und eine kleine Küche.

## Veranstaltungen
Einige der bekanntesten Veranstaltungen des KulturWerk Rahlstedt e. V.:
- Werksgespräche: Rahlstedter  Bürger berichten von ihren Interessensgebieten und stellen ihre Ideen und Arbeiten vor.[2][3]

Seitentitel des toten Links (Seite nicht mehr abrufbar, festgestellt im Juni 2021. Suche in Webarchiven)
- Hamburger Autoren lesen in Rahlstedt, in Kooperation mit der Buchhandlung Heymann.

- Rahlstedter Publikumspreis[4]: Alle können mitmachen und ein eigenes Werk zu einem gestellten Thema einreichen. Alle Einreichungen werden ausgestellt. Eine aus kompetenten Bürgern bestehende Jury und die Besucher der Ausstellung wählen am Ende gemeinsam die Preisträger.

- RaKiLi[5] gemeinsam mit dem Bürgerverein Rahlstedt und dem Kulturverein Rahlstedt ausgeschrieben 2011,2013 und 2021

- FILM ab!: Filmvorführungen in Zusammenarbeit mit anderen Vereinen des Stadtteils

## Publikationen
rahlstedt.art – Kunst-Runden durch Rahlstedt:
6 (Rad-)Touren zu Kunstwerken im öffentlichen Raum Rahlstedts mit Tourplänen, ca. 135 Skulpturen, Gebäude, Denkmäler und Kirchen in Fotografien, mit Kurzbiografien der Künstler. Erstellt 2009 zum zehnjährigen Jubiläum des Kulturwerks. 136 Seiten, 6 Euro.
Website mit interaktivem Führer.

## Auszeichnungen
Die  Aktivitäten des Vereins finden Interesse auch in Medien und Politik (Links s. u.) und erreichten etliche Auszeichnungen:
- 2009 Förderung von der Körber-Stiftung im Rahmen von „Anstiften! 50 Impulse für Hamburg“[7]
- 2013 Dritter Preis: bundesweiter Wettbewerb des Tages der Musik „Kulturelle Vielfalt live“[8]
- 2015 Wandsbeker Kulturpreis[9]
- 2017 unter den 10 Nominierten für den Hamburger Stadtteilkulturpreis[4]
- 2018 Preisträger "Sagen Sie Danke!" – Eine Aktion des Hamburger Abendblatts und der PSD Bank Nord eG[10]
- 6. Dezember 2018: Senatsempfang[11]